# Мајока (Милано)
Мајока је насеље у Италији у округу Милано, региону Ломбардија.
Према процени из 2011. у насељу је живело 23 становника. Насеље се налази на надморској висини од 89 м.